# Peuples autochtones du Costa Rica
 (novembre 2017).
Si vous disposez d'ouvrages ou d'articles de référence ou si vous connaissez des sites web de qualité traitant du thème abordé ici, merci de compléter l'article en donnant les références utiles à sa vérifiabilité et en les liant à la section « Notes et références ».

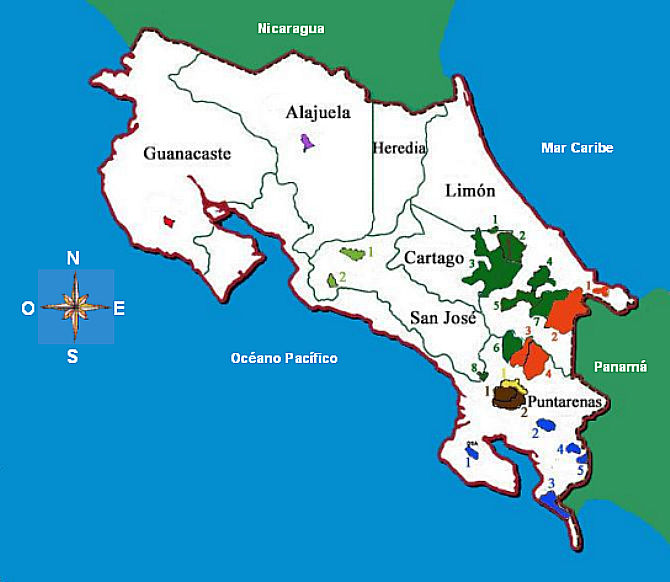
Répartition géographique des peuples indigènes du Costa Rica en 2009.
Chorotega
Maleku
Huetares
Cabécar
Bribri
Térraba
Borucas
Guaymí

Les Amérindiens ou peuples autochtones du Costa Rica sont les habitants originaires du territoire actuel de la République du Costa Rica. 
Au total ce sont huit ethnies reconnaissables qui se sont installées dans tout le pays, mais une majorité vit sur les 22 territoires indigènes (es) qui, en théorie et conformément aux lois du pays et aux conventions internationales, sont des entités pleinement autonomes capables d'avoir leur propre gouvernement et système juridique. Cependant, cette théorie ne se produit pas dans la pratique.
L'institution de l'État chargée de veiller sur les peuples indigènes est la Commission Nationale de Affaires Indigènes (es) (CONAI), amplement critiquée pour être une instance, non seulement entièrement gouvernementale et par conséquent non neutre, mais aussi dirigée et administrée par des blancs depuis la capitale à San José. Néanmoins, il existe beaucoup d'associations indigènes plus représentatives de ces communautés, comme la Mesa Nacional Indígena. Dans tous les cas, la Loi Indigène de 1977 établit que ce sont celles-ci les seules représentantes formelles des peuples natifs aux conseils indigènes élus par ses communautés et théoriquement elles occupent une fonction de gouvernement autonome et d'interlocuteur avec le gouvernement central.
Le Costa Rica a été le cinquième pays à souscrire en 1989 à « La Convention sur les peuples indigènes et tribaux dans des pays indépendants » et le troisième de l'Amérique. La Loi Indigène (es) de 1977 met aussi au nom des tribus distinctes les terres à perpétuité et met hors la loi n'importe quelle vente, donation ou exploitation de celles-ci. Les ressources naturelles peuvent être exploitées par l'État avec supervision de CONAI et avec le caractère obligatoire de le faire d'une manière écologiquement durable.   

## Histoire
Historiquement, les peuples autochtones ont souffert de la marginalisation politique, sociale et économique, et dans leurs territoires ils vivent modestement ou dans des cas extrêmes de pauvreté. Ils ont même subi des violences policières comme ce fut le cas du Comando Cobra (es), accusé de racisme et de violence contre les autochtones.
Bien que le gouvernement de la présidente Laura Chinchilla ait soutenu souvent l'excellent traitement fourni aux peuples autochtones du pays et se proclame comme l'un des gouvernements les plus avancés en la matière, les militants autochtones, leaders sociaux et politiques d'opposition ont contesté et critiqué ces affirmations, ajoutant plutôt qu'il y a plusieurs violations des Droits de l'Homme des aborigènes de la part du gouvernement.
Ils représentent environ 2,4 % de la population, dont beaucoup conservent leur culture, la langue et la religion indigène, dans certains cas, grâce à des efforts acharnés des différents acteurs pour les préserver, bien qu’un certain processus de perte de traditions et d'acculturation soit arrivé au cours des dernières années, en particulier dans certains secteurs jeunes. 60 % des autochtones du Costa Rica vivent dans le canton de Talamanca.
Depuis 15 ans, l'Assemblée législative discute de la loi sur l'autonomie des peuples autochtones. Mais en raison des possibles conflits avec des projets hydroélectriques, cette loi est contestée par CONAI et le Parti de la libération nationale.
En juillet 2014, un affrontement violent s’est produit dans la communauté indigène de Salitre (es), Puntarenas, où il a été signalé que des fermiers blancs ont attaqué les résidents autochtones en raison d'un conflit foncier, avec des incendies, des menaces de violence, qui ont conduit à la fuite des familles autochtones vers les montagnes et aux blocages de routes. Ceci a provoqué l'intervention du gouvernement pour arrêter la violence. 

## Principaux groupes ethniques
- Bribri
- Cabécar (es)
- Guaymí (Ngäbe)
- Malekus (ou Guatusos)
- Borucas
- Teribes (Naso-San San)
- Huetares
- Chorotegas

## Territoires
- Territoire des Peuples Autochtones du Costa Rica (es)

## Situation actuelle

### Possession de terrain
Selon le rapport du Programme des Nations unies pour le développement de 2013, 38 % des territoires des Peuples autochtones du Costa Rica (es) appartiennent à des non-autochtones. Selon cette même organisation, dans le cas de Térraba (es), 88 % de ce territoire est entre les mains de non-autochtones, et 97 % du territoire est entre des mains non indigènes.